# البنك المركزي الجيبوتي
المصرف المركزي الجيبوتي هو السلطة النقدية في جيبوتي. والمصرف مسؤول عن إدارة البلاد (الفرنك الجيبوتي)، فضلا عن موقف الصرف الأجنبي والمحاسبة.
المصرف المركزي الجيبوتي هو الجهة الوحيدة المسئولة عن إصدار العملة الجيبوتية و المصرف المركزي الجيبوتي يسهر على ضمان ديمومة واستقرار الفرنك الجيبوتي.
وتعتبر هذه المسألة من أولى واجبات المصرف المركزي الجيبوتي.